# Nanaguna discalis
Nanaguna discalis är en fjärilsart som beskrevs av Embrik Strand 1917. Nanaguna discalis ingår i släktet Nanaguna och familjen trågspinnare. Inga underarter finns listade i Catalogue of Life.